# Gran Premio di Russia 2018
Il Gran Premio di Russia 2018 è stata la sedicesima prova della stagione 2018 del campionato mondiale di Formula 1. La gara, corsa domenica 30 settembre 2018 sul circuito di Soči, è stata vinta dal britannico Lewis Hamilton su Mercedes, al suo settantesimo successo nel mondiale. Hamilton ha preceduto all'arrivo il suo compagno di team, il finlandese Valtteri Bottas ed il tedesco Sebastian Vettel su Ferrari.

## Vigilia

### Sviluppi futuri
Sono due le case produttrici di pneumatici che inviano richiesta alla FIA per diventare fornitori unici per le gomme al campionato, a partire dalla stagione 2020 fino alla stagione 2023. Oltre alla Pirelli, che già rifornisce le gomme dal 2011, si candida anche la Hankook, industria sudcoreana, che già rifornisce il campionato FIA di Formula 3 e il DTM.
La Sauber annuncia l'ingaggio di Antonio Giovinazzi, quale pilota titolare, per la stagione 2019. L'italiano ha già corso due gare in F1, con la scuderia elvetica, nel 2017. È il primo pilota italiano a correre, quale pilota titolare, dalla stagione 2011. L'attuale pilota titolare della squadra svizzera, Marcus Ericsson, viene confermato all'interno del team, ma nel ruolo di terzo pilota.
La Haas conferma Romain Grosjean e Kevin Magnussen quali piloti titolari anche per il 2019.
La Toro Rosso annuncia il ritorno, quale pilota titolare, dal 2019, del russo Daniil Kvjat. Il pilota aveva già corso per la scuderia italiana nel 2014 e, dopo un periodo in Red Bull, tra il 2016 e il 2017. Nel 2018 era stato ingaggiato quale pilota di sviluppo dalla Ferrari.

### Aspetti tecnici
Per questo gran premio la Pirelli offre la scelta tra gomme di mescola soft, ultrasoft e hypersoft.
Sono due le zone indicate dalla Federazione Internazionale dell'Automobile ove i piloti possono usare il Drag Reduction System: la prima zona è posta tra la curva 1 e la curva 2, con punto per la determinazione del distacco fra piloti posto dopo la curva 18, mentre la seconda zona è stabilita tra le curve 10 e 13, con detection point fissato prima della curva 10. La prima zona è allungata di 95 metri, rispetto alla configurazione usata fino al 2017.
La Red Bull Racing decide di utilizzare la vecchia versione del motore Renault (anche se marchiato TAG Heuer), già in uso prima della gara di Monza. I piloti della scuderia subiranno così delle penalizzazioni sulla griglia di partenza.
La Honda porta una nuova specifica di power unit per la Scuderia Toro Rosso, coi piloti che subiranno la stessa sorte di quelli della Red Bull.
La McLaren sostituisce vari elementi sulla power unit di Fernando Alonso, che sarà perciò penalizzato sulla griglia di partenza.
Un incendio scoppiato nella notte tra venerdì e sabato, all'interno del box della Haas, distrugge due set di gomme allocate per Kevin Magnussen. Il team ha chiesto due set nuovi alla Pirelli.

### Aspetti sportivi
La gara è stata riportata in autunno, al fine di evitare la concomitanza col mondiale di calcio, disputato nel paese. L'orario di partenza della gara è anticipato di 50 minuti.
L'ex pilota di F1 Emanuele Pirro è nominato quale commissario aggiunto per la gara. L'italiano ha svolto in passato, in diverse occasioni, tale funzione, l'ultima al Gran Premio del Canada.
Nella prima sessione di prove libere del venerdì Lando Norris ha preso il posto di Fernando Alonso alla McLaren, Antonio Giovinazzi quello di Marcus Ericsson alla Sauber, Nicholas Latifi quello di Sergio Pérez alla Force India e il pilota locale Artëm Markelov quello di Carlos Sainz Jr. alla Renault. Per quest'ultimo è l'esordio nel corso di un weekend di F1.
Sergio Pérez fa segnare il suo centocinquantesimo gran premio nel mondiale di F1.

## Prove

### Resoconto
Nella prima sessione del venerdì la Ferrari di Sebastian Vettel è la vettura più rapida, con 1'34"488; il tedesco ha preceduto Max Verstappen di cinque centesimi, e le due Mercedes. Sulla vettura di Vettel erano presenti delle modifiche tecniche, che successivamente sono state montate anche sulla monoposto di Kimi Räikkönen. Il tedesco ha ottenuto il tempo con gomme hypersoft, mentre le Mercedes hanno scelto gomme soft. Hamilton è stato protagonista anche di qualche errore di guida. Quinto si è classificato Daniel Ricciardo, che però a interrotto la sessione anzitempo per un problema alla sua vettura.
Artëm Markelov è stato multato, per non aver rispettato il limite di velocità nella corsia dei box.
Le Mercedes hanno dominato la seconda sessione di prove libere. Lewis Hamilton ha ottenuto, in configurazione di qualifica con gomme hypersoft, un tempo di 1'33"385, a pochi decimi dal record della pista. Il britannico ha preceduto di due decimi Valtteri Bottas, mentre Verstappen, che ha chiuso terzo, è staccato di oltre quattro decimi. Dietro all'olandese c'è il compagno di team Ricciardo, a sua volta seguito dalle due Ferrari. Le vetture di Maranello hanno privilegiato il lavoro su gomme di mescola ultrasoft e soft. Al volante della Renault è tornato Sainz Jr., che però soffre di un'infezione oculare, che però non dovrebbe pregiudicare il resto del suo impegno nel fine settimana.
La scuderia tedesca ha colto i migliori tempi anche nella terza sessione. Il miglior tempo è di Hamilton, che stacca di due decimi e mezzo il compagno di team Bottas. Il britannico, con 1'33"067, ha ottenuto il nuovo record della pista. Le due Ferrari sono terze e quarte, con Vettel (che ha modificato l'assetto della sua monoposto con una diversa barra posteriore) staccato di sei decimi da Hamilton. Alle spalle delle due vetture italiane si sono classificate le due Red Bull. A sorpresa è scalato al settimo posto il pilota della Sauber Charles Leclerc.
La Scuderia Toro Rosso, dopo aver omologato la versione C della power unit della Honda, decide di utilizzare nuovamente la vecchia versione B.

### Risultati
Nella prima sessione del venerdì si è avuta questa situazione:
| Pos | Nº | Pilota           | Costruttore               | Tempo    | Gap    | Giri |
| --- | -- | ---------------- | ------------------------- | -------- | ------ | ---- |
| 1   | 5  | Sebastian Vettel | Ferrari                   | 1'34"488 |        | 19   |
| 2   | 33 | Max Verstappen   | Red Bull Racing-TAG Heuer | 1'34"538 | +0"050 | 22   |
| 3   | 44 | Lewis Hamilton   | Mercedes                  | 1'34"818 | +0"330 | 23   |

Nella seconda sessione del venerdì si è avuta questa situazione:
| Pos | Nº | Pilota          | Costruttore               | Tempo    | Gap    | Giri |
| --- | -- | --------------- | ------------------------- | -------- | ------ | ---- |
| 1   | 44 | Lewis Hamilton  | Mercedes                  | 1'33"385 |        | 35   |
| 2   | 77 | Valtteri Bottas | Mercedes                  | 1'33"584 | +0"199 | 33   |
| 3   | 33 | Max Verstappen  | Red Bull Racing-TAG Heuer | 1'33"827 | +0"442 | 32   |

Nella sessione del sabato si è avuta questa situazione:
| Pos | Nº | Pilota           | Costruttore | Tempo    | Gap    | Giri |
| --- | -- | ---------------- | ----------- | -------- | ------ | ---- |
| 1   | 44 | Lewis Hamilton   | Mercedes    | 1'33"067 |        | 13   |
| 2   | 77 | Valtteri Bottas  | Mercedes    | 1'33"321 | +0"254 | 16   |
| 3   | 5  | Sebastian Vettel | Ferrari     | 1'33"667 | +0"600 | 14   |

## Qualifiche

### Resoconto
Il primo pilota a far segnare un tempo è Kevin Magnussen, presto battuto da Kimi Räikkönen. Il tempo del pilota della Ferrari è poi abbassato dal compagno di scuderia Sebastian Vettel, e poi dal connazionale Valtteri Bottas. Hamilton, dopo un errore nel primo tentativo, è capace di migliorare il miglior tempo in due occasioni. Sono eliminati i piloti di Williams, McLaren, oltre a Brendon Hartley.
Nella seconda fase i piloti di Mercedes e Ferrari scelgono le ultrasoft, che saranno perciò anche le gomme con cui dovranno partire in gara; gli altri piloti optano per le hypersoft. Hamilton è ancora il più rapido, davanti a Bottas, che precede, a sua volta le due Ferrari. Le due Red Bull Racing e Pierre Gasly decidono di non affrontare la sessione, in quanto penalizzati in griglia dai cambi di componenti tecniche, e quindi costretti a partire dal fondo. Non segnano tempi validi nemmeno le due Renault, che per passare alla fase decisiva sarebbero costrette a montare gomme hypersoft, che non sono l'opzione scelta per la partenza. Di fatto perciò restano in pista solo 10 vetture, tutte automaticamente qualificate per la fase decisiva. Negli ultimi minuti sia Mercedes che Ferrari decidono di testare le gomme hypersoft, per la Q3, senza però far segnare tempi più rapidi di quelli ottenuti con le ultrasoft, per non essere costretti a modificare la mescola obbligatoria per la partenza.
In Q3 Lewis Hamilton fa segnare 1'31"532, battuto di 4 millesimi dal compagno di scuderia Bottas. Le due Ferrari sono dietro, troppo staccate per poter impensierire il duo della Mercedes, che si gioca la pole position all'ultimo tentativo. Bottas si migliora nel secondo tentativo, mentre Hamilton commette un errore di guida e non può impensierire il finlandese, che coglie la sua sesta partenza al palo. La seconda fila è della Ferrari, mentre in terza fila ci sono Kevin Magnussen ed Esteban Ocon. Leclerc, settimo, ottiene la sua miglior prestazione in prova. Al termine delle qualifiche Max Verstappen, già penalizzato per la sostituzione di componenti tecniche, è penalizzato di tre posizioni in griglia per non aver rispettato le bandiere gialle in Q1. Perde anche due punti sulla Superlicenza.

### Risultati
Nella sessione di qualifica si è avuta questa situazione:
| Pos                         | Nº | Pilota            | Costruttore               | Q1       | Q2          | Q3       | Griglia |
| --------------------------- | -- | ----------------- | ------------------------- | -------- | ----------- | -------- | ------- |
| 1                           | 77 | Valtteri Bottas   | Mercedes                  | 1'32"964 | 1'32"744    | 1'31"387 | 1       |
| 2                           | 44 | Lewis Hamilton    | Mercedes                  | 1'32"410 | 1'32"595    | 1'31"532 | 2       |
| 3                           | 5  | Sebastian Vettel  | Ferrari                   | 1'33"476 | 1'33"045    | 1'31"943 | 3       |
| 4                           | 7  | Kimi Räikkönen    | Ferrari                   | 1'33"341 | 1'33"065    | 1'32"237 | 4       |
| 5                           | 20 | Kevin Magnussen   | Haas-Ferrari              | 1'34"078 | 1'33"747    | 1'33"181 | 5       |
| 6                           | 31 | Esteban Ocon      | Force India-Mercedes      | 1'34"290 | 1'33"596    | 1'33"413 | 6       |
| 7                           | 16 | Charles Leclerc   | Sauber-Ferrari            | 1'33"924 | 1'33"488    | 1'33"419 | 7       |
| 8                           | 11 | Sergio Pérez      | Force India-Mercedes      | 1'34"084 | 1'33"923    | 1'33"563 | 8       |
| 9                           | 8  | Romain Grosjean   | Haas-Ferrari              | 1'34"022 | 1'33"517    | 1'33"704 | 9       |
| 10                          | 9  | Marcus Ericsson   | Sauber-Ferrari            | 1'34"170 | 1'33"995    | 1'35"196 | 10      |
| 11                          | 33 | Max Verstappen    | Red Bull Racing-TAG Heuer | 1'33"048 | senza tempo | N.D.     | 19      |
| 12                          | 3  | Daniel Ricciardo  | Red Bull Racing-TAG Heuer | 1'33"247 | senza tempo | N.D.     | 18      |
| 13                          | 10 | Pierre Gasly      | Scuderia Toro Rosso-Honda | 1'34"383 | senza tempo | N.D.     | 17      |
| 14                          | 55 | Carlos Sainz Jr.  | Renault                   | 1'34"626 | senza tempo | N.D.     | 11      |
| 15                          | 27 | Nico Hülkenberg   | Renault                   | 1'34"655 | senza tempo | N.D.     | 12      |
| 16                          | 28 | Brendon Hartley   | Scuderia Toro Rosso-Honda | 1'35"037 | N.D.        | N.D.     | 20      |
| 17                          | 14 | Fernando Alonso   | McLaren-Renault           | 1'35"504 | N.D.        | N.D.     | 16      |
| 18                          | 35 | Sergej Sirotkin   | Williams-Mercedes         | 1'35"612 | N.D.        | N.D.     | 13      |
| 19                          | 2  | Stoffel Vandoorne | McLaren-Renault           | 1'35"977 | N.D.        | N.D.     | 15      |
| 20                          | 18 | Lance Stroll      | Williams-Mercedes         | 1'36"437 | N.D.        | N.D.     | 14      |
| Tempo limite 107%: 1'38"878 |    |                   |                           |          |             |          |         |

In grassetto sono indicate le migliori prestazioni in Q1, Q2 e Q3.

## Gara

### Resoconto
Al via Valtteri Bottas conquista la testa, mentre Lewis Hamilton deve proteggersi dall'attacco di Sebastian Vettel. Segue poi l'altro pilota della Ferrari, Kimi Räikkönen, che precede Kevin Magnussen, Charles Leclerc, le due Force India, poi Romain Grosjean e Marcus Ericsson.
Leclerc passa presto Magnussen, mentre le due Red Bull Racing, costrette a partire dalle retrovie, sono impegnate in una poderosa rimonta. Max Verstappen, partito penultimo, già al termine del primo giro è tredicesimo. L'olandese scala undicesimo al secondo giro, ed è sesto dopo 6 giri. Anche Daniel Ricciardo, partito diciottesimo, sale presto al dodicesimo posto.
All'ottavo giro si ferma Grosjean, per montare gomme soft, come fa, un giro dopo, Magnussen, che ha resistito all'attacco delle due Force India. Verstappen, sempre al giro 8, ha passato anche Leclerc, ed è quinto. Al giro 10 si fermano anche Leclerc e Ocon.
Al giro 12 si ferma Bottas, secondo, così come Sergio Pérez. Il giro dopo anche Vettel effettua la sosta, per passare su gomme soft. Al giro 14 c'è la sosta per Hamilton, che però rientra in pista dietro al tedesco della Ferrari.
Hamilton attacca subito Vettel, che viene passato alla curva 4. Al comando ora si trova Kimi Räikkönen, davanti a Max Verstappen, a sua volta davanti a Bottas, Hamilton e Vettel. Kimi Räikkönen va al cambio gomme al giro 18, permettendo così a Verstappen di scalare al comando. Il finlandese torna in pista quinto, davanti a Ricciardo e Nico Hülkenberg.
Al venticinquesimo passaggio Bottas rallenta vistosamente, per far passare Hamilton al secondo posto. La classifica per le prime posizioni non cambia fino al giro 36 quando Hülkenberg, partito con mescole soft passa alle ultrasoft. Tre giri dopo si ferma anche Ricciardo, che cambia anche il musetto della sua monoposto. L'australiano resta sesto.
Hamilton cerca di passare in pista Verstappen, che comunque sarà costretto al cambio gomme. Il tentativo non va a buon fine, e il britannico prende il comando della gara solo al giro 43, quando l'olandese della Red Bull si ferma per il cambio gomme. Rientra in pista quinto, dietro a Räikkönen.
Lewis Hamilton vince così, per la settantesima volta in carriera nel mondiale di F1, col suo centotrentesimo podio.

### Risultati
I risultati del Gran Premio sono i seguenti:
| Pos | Nº | Pilota            | Costruttore               | Giri | Tempo/Ritiro | Griglia | Punti |
| --- | -- | ----------------- | ------------------------- | ---- | ------------ | ------- | ----- |
| 1   | 44 | Lewis Hamilton    | Mercedes                  | 53   | 1h27'25"181  | 2       | 25    |
| 2   | 77 | Valtteri Bottas   | Mercedes                  | 53   | +2"545       | 1       | 18    |
| 3   | 5  | Sebastian Vettel  | Ferrari                   | 53   | +7"487       | 3       | 15    |
| 4   | 7  | Kimi Räikkönen    | Ferrari                   | 53   | +16"543      | 4       | 12    |
| 5   | 33 | Max Verstappen    | Red Bull Racing-TAG Heuer | 53   | +31"016      | 19      | 10    |
| 6   | 3  | Daniel Ricciardo  | Red Bull Racing-TAG Heuer | 53   | +1'20"451    | 18      | 8     |
| 7   | 16 | Charles Leclerc   | Sauber-Ferrari            | 53   | +1'38"390    | 7       | 6     |
| 8   | 20 | Kevin Magnussen   | Haas-Ferrari              | 52   | +1 giro      | 5       | 4     |
| 9   | 31 | Esteban Ocon      | Force India-Mercedes      | 52   | +1 giro      | 6       | 2     |
| 10  | 11 | Sergio Pérez      | Force India-Mercedes      | 52   | +1 giro      | 8       | 1     |
| 11  | 8  | Romain Grosjean   | Haas-Ferrari              | 52   | +1 giro      | 9       |       |
| 12  | 27 | Nico Hülkenberg   | Renault                   | 52   | +1 giro      | 12      |       |
| 13  | 9  | Marcus Ericsson   | Sauber-Ferrari            | 52   | +1 giro      | 10      |       |
| 14  | 14 | Fernando Alonso   | McLaren-Renault           | 52   | +1 giro      | 16      |       |
| 15  | 18 | Lance Stroll      | Williams-Mercedes         | 52   | +1 giro      | 14      |       |
| 16  | 2  | Stoffel Vandoorne | McLaren-Renault           | 51   | +2 giri      | 15      |       |
| 17  | 55 | Carlos Sainz Jr.  | Renault                   | 51   | +2 giri      | 11      |       |
| 18  | 35 | Sergej Sirotkin   | Williams-Mercedes         | 51   | +2 giri      | 13      |       |
| Rit | 10 | Pierre Gasly      | Scuderia Toro Rosso-Honda | 4    | Freni        | 17      |       |
| Rit | 28 | Brendon Hartley   | Scuderia Toro Rosso-Honda | 4    | Freni        | 20      |       |

## Classifiche mondiali

### Piloti
| Pos | Pilota            | Punti |
| --- | ----------------- | ----- |
| 1   | Lewis Hamilton    | 306   |
| 2   | Sebastian Vettel  | 256   |
| 3   | Valtteri Bottas   | 189   |
| 4   | Kimi Räikkönen    | 186   |
| 5   | Max Verstappen    | 158   |
| 6   | Daniel Ricciardo  | 134   |
| 7   | Kevin Magnussen   | 53    |
| 7   | Nico Hülkenberg   | 53    |
| 8   | Fernando Alonso   | 50    |
| 9   | Sergio Pérez      | 47    |
| 9   | Esteban Ocon      | 47    |
| 10  | Carlos Sainz Jr.  | 38    |
| 11  | Pierre Gasly      | 28    |
| 12  | Romain Grosjean   | 27    |
| 13  | Charles Leclerc   | 21    |
| 14  | Stoffel Vandoorne | 8     |
| 15  | Lance Stroll      | 6     |
| 15  | Marcus Ericsson   | 6     |
| 16  | Brendon Hartley   | 2     |
| 17  | Sergej Sirotkin   | 1     |

### Costruttori
| Pos | Costruttore               | Punti |
| --- | ------------------------- | ----- |
| 1   | Mercedes                  | 495   |
| 2   | Ferrari                   | 442   |
| 3   | Red Bull Racing-TAG Heuer | 292   |
| 4   | Renault                   | 91    |
| 5   | Haas-Ferrari              | 80    |
| 6   | McLaren-Renault           | 58    |
| 7   | Force India-Mercedes      | 35    |
| 8   | Scuderia Toro Rosso-Honda | 30    |
| 9   | Sauber-Ferrari            | 27    |
| 10  | Williams-Mercedes         | 7     |

## Polemiche dopo la gara
La manovra dei piloti della Mercedes ha suscitato non poche polemiche nel paddock, al termine della gara, per le modalità con cui è maturata. Al 25º giro, Valtteri Bottas fa passare in maniera plateale il compagno di squadra Lewis Hamilton, grazie ad un ordine di scuderia impartito dal team tedesco. Altri due episodi simili e con esito pressoché identico, erano successi alla Ferrari nei Gran Premi di Austria 2002 e Germania 2010: nel primo caso lo scambio di posizioni era permesso dalle regole e dopo quel Gran Premio è stato proibito per esser reintrodotto la stagione successiva, mentre nel secondo caso tutto ciò non era consentito. La pratica è stata poi abolita dal regolamento sportivo nel 2011, in quanto, proprio nel corso della stagione 2010, vi erano state della polemiche in merito a presunti ordini di scuderia impartiti dai team ai propri piloti, nonché per la difficile applicabilità di tale divieto. 
Nelle interviste post-gara, il Team Principal della casa di Stoccarda, Toto Wolff, ha spiegato così la dinamica della decisione: